# 이셀라 베가
이셀라 베가(Isela Vega, 1939년 11월 5일 ~ 2021년)는 멕시코의 배우, 가수이다. 1984 아리엘상 여우주연상, 아리엘상 여우조연상 3회(2000, 07, 15) 수상자이다.

## 출연 작품
- 제레미 (2015)
- 더 아워스 위드 유 (2014)
- 살반도 알 솔다도 페레즈 (2011)
- 아이 미스 유 (2010)
- 칠란고 연대기 (2009)
- 후앙 페레즈 만나기 (2008)
- 카타리나의 사랑과 자유 (2008)
- 엘 코브라도르 (2006)
- 비욘드 더 스카이 (2006)
- 핑크 펀치 (2004)
- 헤로드의 법 (1999)
- 알라모 (1987)
- 대도박 (1984)
- 바바로사 (1982)
- 조슈아 (1976)
- 드럼 (1976)
- 가르시아 (1974)